# Jean Pierre Ponnelle
Jean Pierre Ponnelle (19 de febrero de 1932, París, Francia-11 de agosto de 1988, Múnich, Alemania) fue un famoso director, escenógrafo, diseñador de vestuario y puestista de óperas francés, uno de los primeros en dirigir y diseñar a la vez sus producciones.

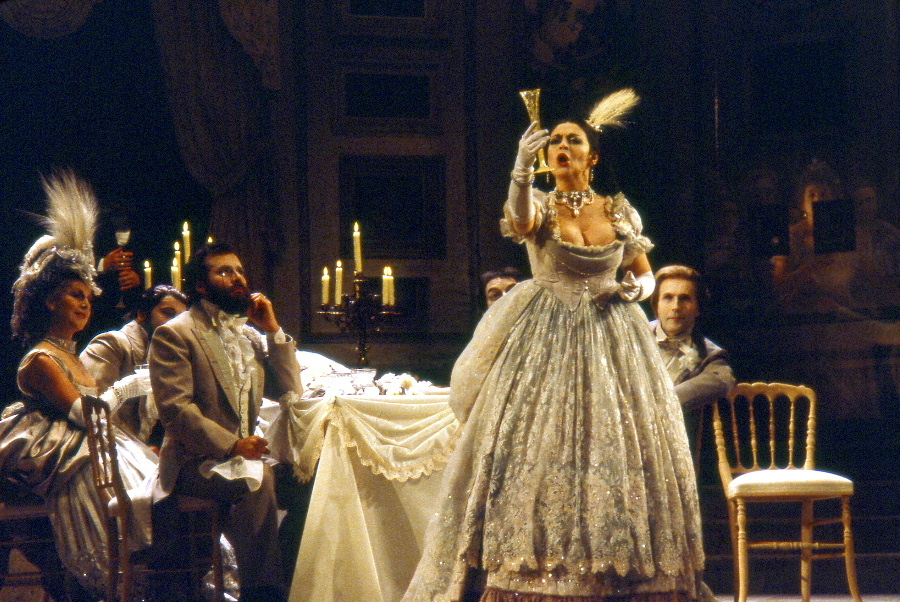
La Traviata.

Hijo de un crítico musical y amigo de Richard Strauss, se trasladaron de Borgoña a Baden-Baden donde su padre dirigió la radio en la zona francesa liberada de la posguerra. Estudió música con el director Hans Rosbaud y filosofía e historia del arte en La Sorbona comenzando en 1952 su carrera como escenógrafo para la ópera Boulevard Solitude de Hans Werner Henze y en una espectacular Carmina Burana de Carl Orff.
Influenciado por Georges Wakhévitch, en 1962 diseñó su primer Tristán e Isolda en Düsseldorf. Regresó al drama musical de Richard Wagner en 1981 para el Festival de Bayreuth considerada una de las más bellas en su historia.
Entre 1978 y 1979 diseñó y dirigió laureadas producciones de óperas de Monteverdi: El regreso de Ulises a la patria, La coronación de Popea y La fábula de Orfeo.
Sus producciones han sido vistas en todo el mundo y principalmente en el Teatro Scala de Milán, Metropolitan Opera, la Ópera de San Francisco, Festival de Salzburgo y otros centros internacionales.
De particular relevancia sus puestas en escenas de óperas de Mozart junto a Daniel Barenboim y James Levine realizadas en tonos monocromos como La flauta mágica, Idomeneo, rey de Creta, Las bodas de Fígaro, Don Giovanni, La clemencia de Tito, Mitrídates, rey de Ponto y Così fan tutte. 
Asimismo La Cenicienta, La italiana en Argel y El barbero de Sevilla de Rossini en La Scala y el Metropolitan como las adaptaciones cinematográficas de El barbero de Sevilla dirigida por Claudio Abbado con Hermann Prey en 1972, Madama Butterfly dirigida por Herbert von Karajan con Plácido Domingo en 1974, Las bodas de Fígaro dirigida por Karl Böhm con Hermann Prey en 1976, La Cenicienta dirigida por Claudio Abbado con Frederica von Stade en 1981, Rigoletto dirigida por Riccardo Chailly con Luciano Pavarotti en 1983 y Così fan tutte dirigida por Nikolaus Harnoncourt con Edita Gruberová en 1988.
Su versión de El holandés errante causó un escándalo.
Murió a los 56 años. Estuvo casado con la actriz Margit Saad y su hijo es el director de orquesta Pierre-Dominique Ponnelle.